# ギルティ/罪深き罪
『ギルティ/罪深き罪』（原題：Guilty as Sin）は、1993年制作のアメリカ合衆国のサスペンス映画。シドニー・ルメット監督。

## あらすじ
敏腕女性弁護士ジェニファーの事務所にある日、妻殺しの第一級殺人罪で起訴されているデヴィッドという男が訪れ、彼女に弁護を依頼する。
デヴィッドは自信満々で無罪を主張するが、状況は彼にとって圧倒的に不利だった。しかし、有罪が確実だからこそ、無罪の評決を得れば弁護士としての名声が上がると考えたジェニファーは弁護を引き受ける。
デヴィッドはそんな彼女の心を読んだかのように、契約で結ばれた2人の関係を男女のそれに変え、彼女を支配しようとする。ジェニファーはそんなデヴィッドに反発しながらも、セクシーな彼に魅かれていく。
だが調査が進むにつれ、ジェニファーはデヴィッドの完全犯罪を確信するのみならず、彼が過去にも完全犯罪を成功させていることも知る。さらにデヴィッドは、彼女の恋人フィルを襲う。恐怖を募らせるジェニファーだが、法律では弁護士は依頼人を告発することができないため、どうすることも出来ない。
やがて、デヴィッドに無罪の判決が下りた。ジェニファーは父親同然の私立探偵のモーにデヴィッドの身辺の洗い直しを頼むが、モーはデヴィッドに殺され、さらに事務所が放火され、証拠となる書類共々焼失してしまう。そしてついに、ジェニファーにもデヴィッドの魔の手が…。

## キャスト
- ジェニファー・ヘインズ：レベッカ・デモーネイ（吹替：土井美加）
- デヴィッド・グリーンヒル：ドン・ジョンソン（吹替：大塚芳忠）
- フィル・ガーソン：スティーヴン・ラング（吹替：大塚明夫）
- モー：ジャック・ウォーデン（吹替：今西正男）
- トンプキンス判事：ダナ・アイヴィ（吹替：斉藤昌）
- ディアンジェロ検事：ロン・ホワイト
- マルティネス刑事：ルイス・ガスマン
- ノーラン：ショーン・マッキャン